# Khian Sa
Khian Sa (em tailandês: อำเภอเวียงสระ) é um distrito da província de Surat Thani, no sul da Tailândia. É um dos 19 distritos que compõem a província. Sua população, de acordo com dados de 2012, era de 47 779 habitantes. Sua área territorial é de 583,6 km².
Foi elevado à categoria de distrito em 15 de dezembro de 1970.

## Geografia
Khian Sa situa-se no centro-sul da província de Surat Thani. Os distritos vizinhos são: Khiri Rat Nikhom, Phunphin, Ban Na Doem, Wiang Sa, Phrasaeng e Phanom. 

## Administração
O distrito é subdividido em cinco subdistritos (Tambon) que, por sua vez, estão subdivididos em 52 aldeias (muban). Khian Sa tem o estatuto de município (thesaban tambon), que abrange partes do tambon Khian Sa. 